# Parc d'État de Jedediah Smith Redwoods
Jedediah Smith Redwoods State Park est un parc d'État de Californie, aux États-Unis, qui préserve les séquoias centenaires le long de la rivière Smith. Il est situé le long de la route américaine 199 à environ 15 kilomètres de Crescent City. Le parc tire  son nom de l'explorateur Jedediah Smith et est l'un des quatre parcs gérés conjointement par les parcs nationaux et d'État de Redwood. Les 42 kilomètres carrés du parc ont été créés en 1939 et font partie de la réserve de biosphère internationale de California Coast Ranges en 1983.

## Histoire
Le parc a été nommé d'après l'explorateur Jedediah Smith, qui fut le premier Américain à voyager, par voie terrestre, du Mississippi à la Californie en 1826, en passant par la zone du futur parc.

## Écologie
Le parc comprend 38 kilomètres carrés de séquoias, dont plusieurs bosquets de vieux arbres. L'un des bosquets, totalisant 20 kilomètres carrés, comprend le plus grand séquoia côtier du monde (pas le plus haut), qui mesure 6 mètres de diamètre et 100 mètres de hauteur.
La rivière Smith, qui traverse le parc, abrite des truites arc-en-ciel et du saumon, des ours noirs, des cerfs de Virginie, des écureuils, des tamias, des ratons laveurs et d'autres mammifères.

La Smith River est la dernière grande rivière non endiguée de Californie. Dans le parc, la rivière est plutôt calme et détient le record d'État de la plus grande truite arc-en-ciel, pesant plus de 12 kilos.

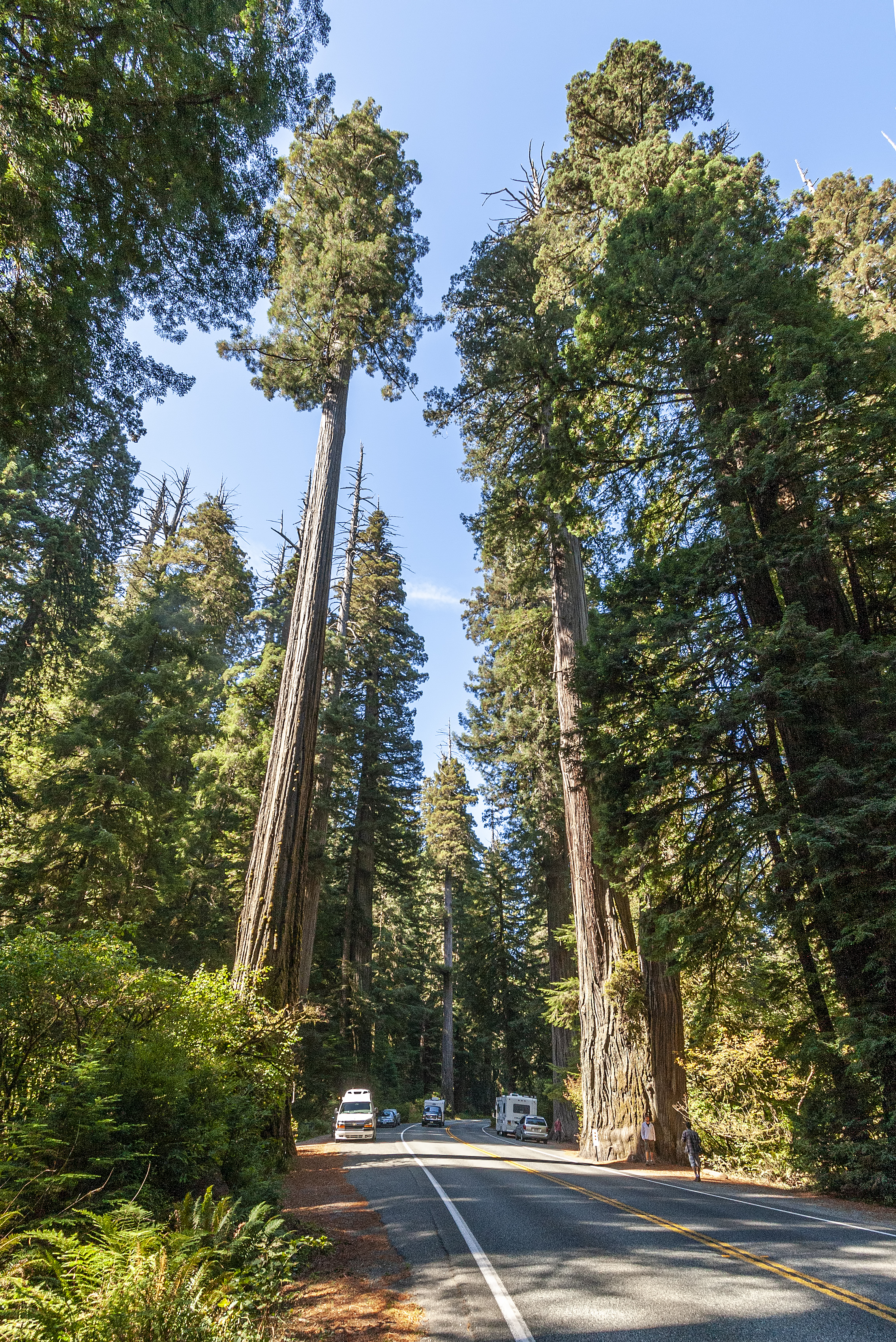
Route 199
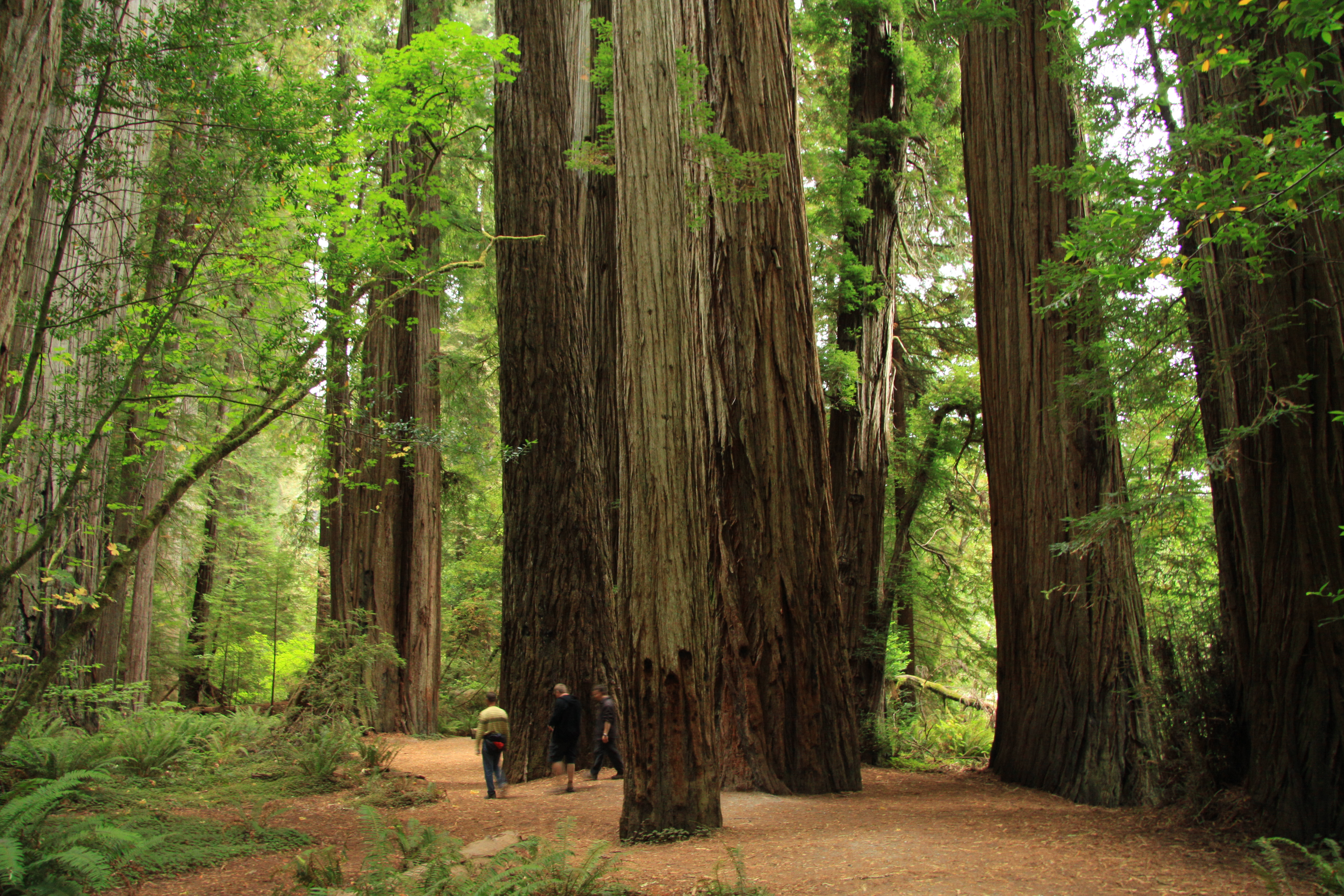
Mémorial Grove
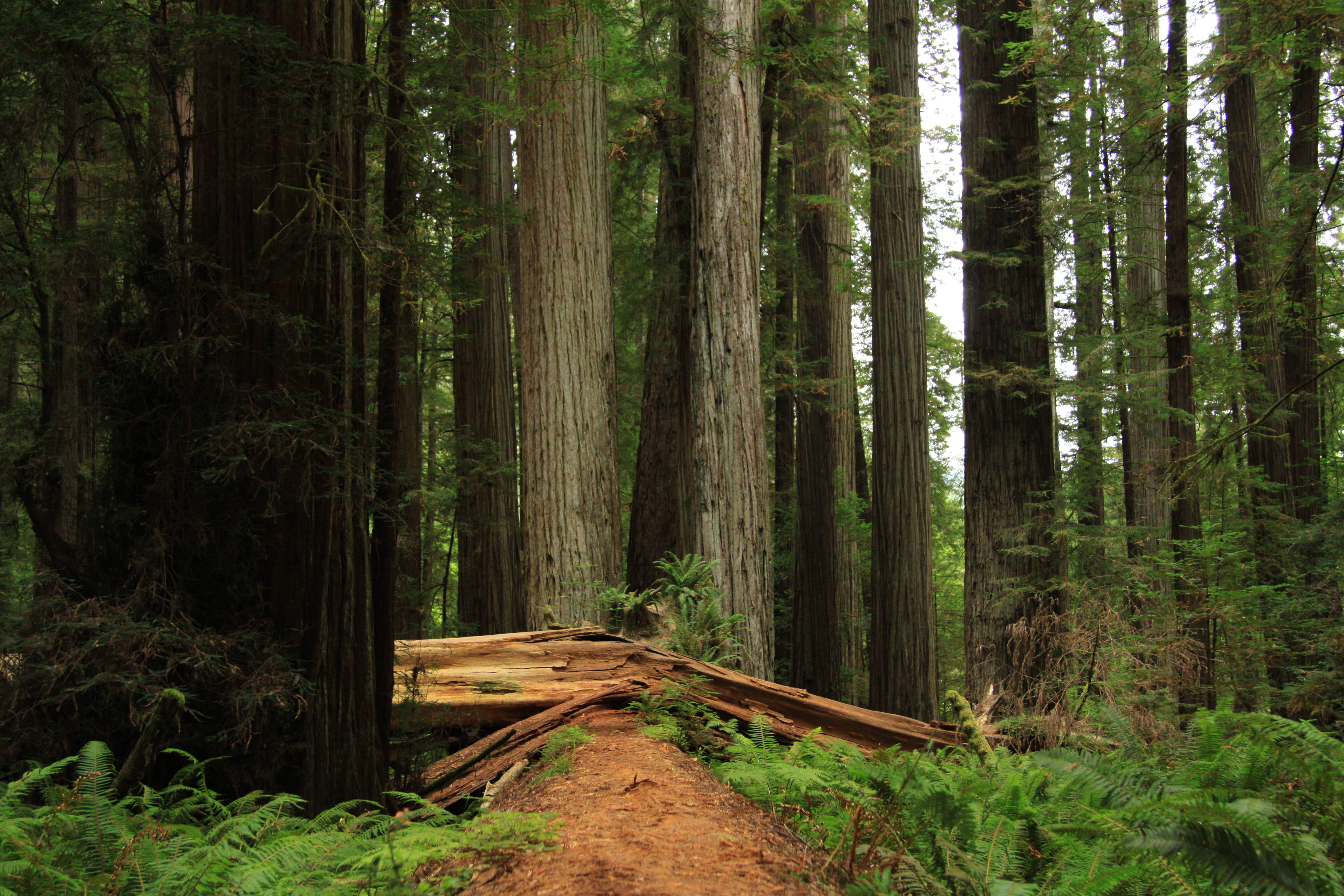

## Voir également
- Liste des parcs d'État de Californie